# Conophytum piluliforme
Conophytum piluliforme es una especie de planta suculenta perteneciente a la familia de las aizoáceas.  Es originaria de Sudáfrica.

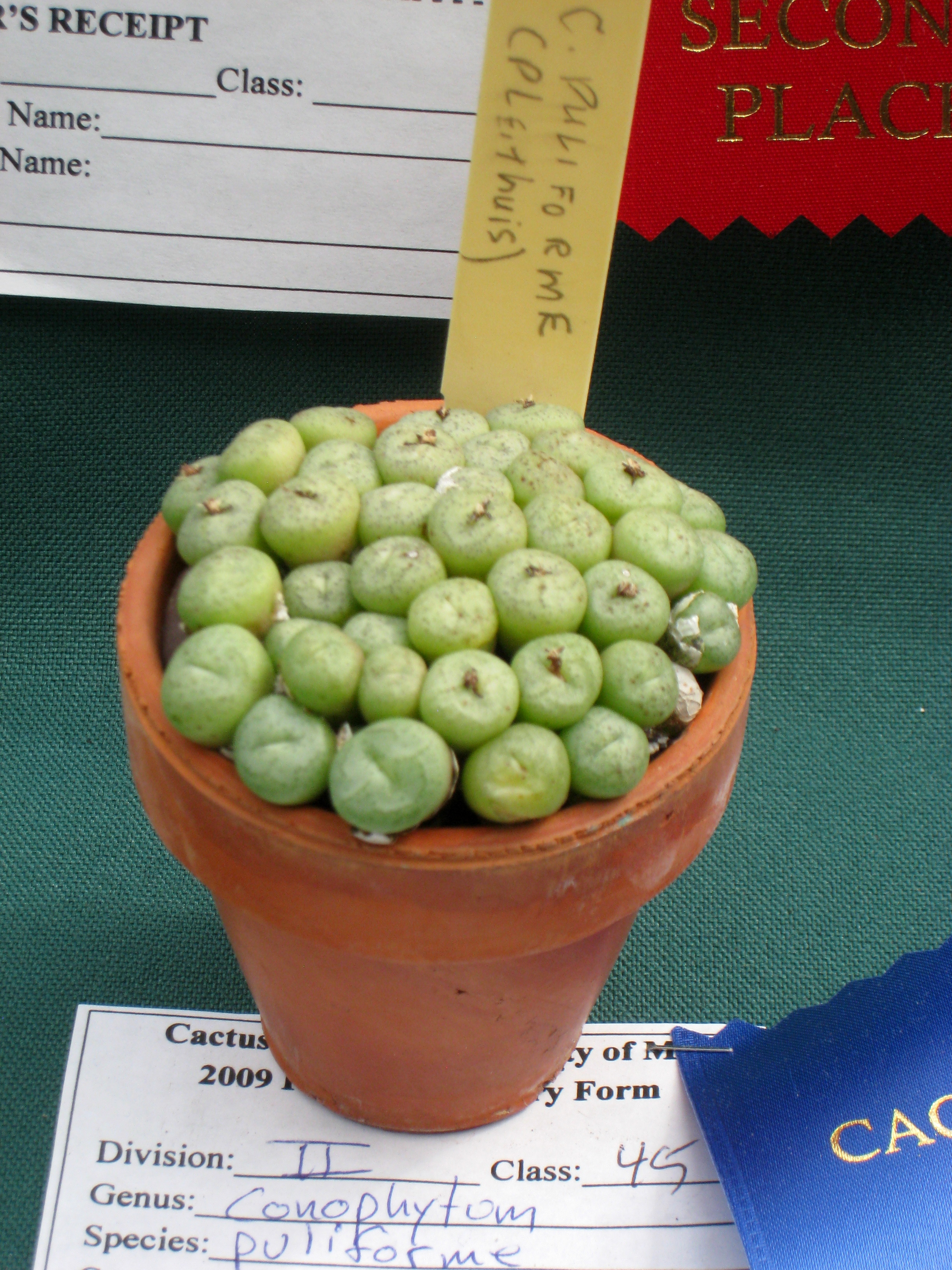
Vista de la planta

## Descripción
Es una pequeña planta suculenta perennifolia de pequeño tamaño que alcanza los 3 cm de altura a una altitud de 390 - 600  metros en Sudáfrica.
Está formada por pequeños cuerpos carnosos que forman grupos compactos de hojas casi esféricas, soldadas hasta el punto de que sólo una muy pequeña diferencia separan a las dos hojas. En la naturaleza, los grupos de hojas se esconden entre las rocas y en las grietas, que retienen depósitos apreciable de arcilla y arena.

## Taxonomía
Conophytum piluliforme fue descrita por Nicholas Edward Brown y publicado en Gard. Chron. 1922, Ser. III. lxxi. 261.
Etimología
Conophytum: nombre genérico que deriva de las palabras griegas: κωνος (cono) = "cono" y φυτόν (phyton) = "planta".
piluliforme: epíteto latino que significa "con forma de bolita".
Sinonimia
- Conophytum piluliforme subsp. piluliforme
- Mesembryanthemum piluliforme N.E.Br. (1920)
- Conophytum piluliforme var. advenum (N.E.Br.) Rawé
- Conophytum advenum N.E.Br. (1925)
- Conophytum archeri Lavis (1933)
- Conophytum brevipetalum Lavis (1931)
- Conophytum subconfusum Tischer (1960)
- Mesembryanthemum aggregatum Haw. ex N.E.Br. (1920)
- Conophytum aggregatum (Haw. ex N.E.Br.) N.E.Br. (1922)
- Conophytum etaylorii Schwantes (1929)
- Conophytum leightoniae L.Bolus (1937)[3][4]